# Dorota Rabczewska
Dorota Aqualiteja Rabczewska (Ciechanów, 15 februari 1984), artiestennaam Doda, is een Pools zangeres en televisiepersoonlijkheid; haar muzikale invloeden omvatten met name rock- en popmuziek.
Doda begon haar carrière als zangeres van Virgin, maar is sinds 2007 actief als solozangeres. Ze won in 2013 twee World Music Awards. Doda wordt gezien als een van de grootste popsterren van haar land en hierdoor wordt ook haar privéleven breed uitgemeten in de Poolse pers. Van 2003 tot en met 2008 had ze een relatie met voetbaldoelman Radosław Majdan met wie ze ook van 2005 tot 2008 getrouwd was. Tussen 2009 en 2011 had ze een relatie met de Poolse metalzanger Adam Darski. In 2018 huwde ze Emil Stępień.

## Discografie

### Albums

#### Met Virgin band
- 2002: Virgin
- 2004: Bimbo
- 2005: Ficca
- 2016: Choni

#### Solo
- 2007: Diamond Bitch
- 2011: The Seven Temptations
- 2019: Dorota
- 2022: Aquaria

### Singles
- 2002: To Ty
- 2002: Mam Tylko Ciebie
- 2004: Dżaga
- 2004: Kolejny Raz
- 2004: Nie Zawiedź Mnie
- 2005: Znak Pokoju
- 2005: 2 Bajki
- 2006: Szansa
- 2007: Katharsis
- 2007: To Jest To
- 2008: Nie Daj Się
- 2009: Rany
- 2009: Dziękuje
- 2011: Bad Girls
- 2011: XXX
- 2012: Kac Wawa
- 2012: Twa Energia
- 2012: Fuck It
- 2013: Electrode
- 2013: High Life
- 2014: Riotka
- 2015: Nie Pytaj Mnie
- 2016: Niebezpieczna Kobieta
- 2016: Kopiuj Wklej
- 2017: Sens
- 2018: Miłość na etat
- 2018: Nie wolno płakać

## Filmografie

### Films
- 2008: Serce Na Dłoni
- 2018: Pitbull-Ostatni Pies

### Televisieprogramma's
- 2006: Shibuya - jury
- 2007: Jazda z Dodą
- 2007-2008: Sterren Dansen op het IJs - jury
- 2010: Tylko Nas Dwoje - jury

## Biografie
Dorota Rabczewska is het enige kind van de atleet Paweł Rabczewski en Wanda Rabczewska. In 1991 ging Dorota naar een private basisschool in Ciechanów en tegelijkertijd begon ze met pianospelen in de plaatselijke muziekschool. Haar debuut vond plaats op 9 mei 1994 in Ciechanów, waar ze aan de Mini Hitparade deelnam. Doda was niet alleen in zang maar ook in atletiek geïnteresseerd. In 1997 ging ze naar de zangschool van Elżbieta Zapendowska, een van de beste zangleraressen in Polen. Een jaar verder aanvaardde ze een rol in het Buffotheater in Warschau waarna haar carrière vooruitgang maakte.
In 2000 werd Doda de zangeres van de Poolse groep Virgin. Ze was geselecteerd door de oprichter van de band, Tomasz Lubert. Het eerste album van Virgin kwam uit in september 2002. Ze nam in hetzelfde jaar deel aan de populaire realityshow de Bar om Virgin bekender te maken. Tijdens de opnames van het programma werd Doda verliefd op de toenmalige talentvolle doelman van Legia Warszawa, Radosław Majdan. Ze trouwden op 5 mei 2005.
Het tweede album, Bimbo, werd in 2004 uitgebracht en kende een ontzettend grote populariteit. Virgin won met de single Znak Pokoju de zeer belangrijke Publieksprijs tijdens het Internationale Songfestival van Sopot in 2005.
Het derde album van Virgin, Ficca, kwam uit in september 2005. Op 23 januari 2006 won Rabczewska de populaire Poolse prijs Telekamera. Ficca was zo populair bij alle fans dat beslist werd om het album heruit te geven. De single Szansa, die onder andere op de nieuwe versie van Ficca verscheen, kreeg de MTV-award voor de beste Poolse videoclip.
In het begin van 2007 zette Doda de samenwerking met de band Virgin stop. Het eerste soloalbum van de zangeres verscheen onder de titel Diamond Bitch in juli 2007, met de single Katharsis als voorloper in juni. Het album bereikte platina in Polen wat betekent dat haar album door meer dan 30.000 mensen was gekocht. Dankzij Diamond Bitch ontving Doda een nominatie van MTV. Zij was de enige die zich voor de finale van de beste Europese artiest klasseerde. Rabczewska kreeg in totaal drie MTV-prijzen voor de beste Poolse artiest.
Haar tweede soloalbum, 7 Pokus Głównych, werd in mei 2011 uitgebracht. Het album bevatte bijdragen van de Poolse rapper Fokusen en kende een grote populariteit. Rabczewska werkte intussen mee aan verschillende projecten. Zo nam ze in 2011 een liedje op voor de Poolse film Kac Wawa. Daarnaast werd ze columniste voor de Poolse editie van Maxim, een internationaal mannenmagazine. Doda sloot ook een contract met de Poolse winkel Media Expert om hun producten te adverteren. Op 10 oktober 2013 gaf ze haar nieuwe single van het album Wkręceni High Life vrij. De dvd van haar tournee Fly High Tour Live verscheen op 11 maart 2014.
- International Standard Name Identifier: 0000 0001 2982 0051
- MusicBrainz: 87452e5d-d526-4637-9f23-133faeb22508
- Nationale Bibliotheek van Polen: a0000002796952
- Virtual International Authority File: 302010397